# حنا ربانی کهر
حنا ربانی کهر (به انگلیسی: Hina Rabbani Khar) (متولد ۱۹ نوامبر ۱۹۷۷) سیاستمدار پاکستانی و وزیر مشاور در امور خارجی این کشور است. وی از ۱۹ آوریل ۲۰۲۲ به این سمت منصوب شده‌است. ربانی پیش از این نیز از ژوئیه ۲۰۱۱ تا مارس ۲۰۱۳ منصب وزیر امور خارجه این کشور را در اختیار داشته‌است. حنا ربانی جوانترین شخص و نخستین زنی است که به وزارت خارجه پاکستان منصوب شده‌است. او در سال‌های ۲۰۰۲ و ۲۰۰۸ به عنوان نماینده مجلس عوام پاکستان انتخاب شده و بین سال‌های ۲۰۰۸ تا ۲۰۱۱ وزیر امور اقتصادی و دارایی این کشور بود.

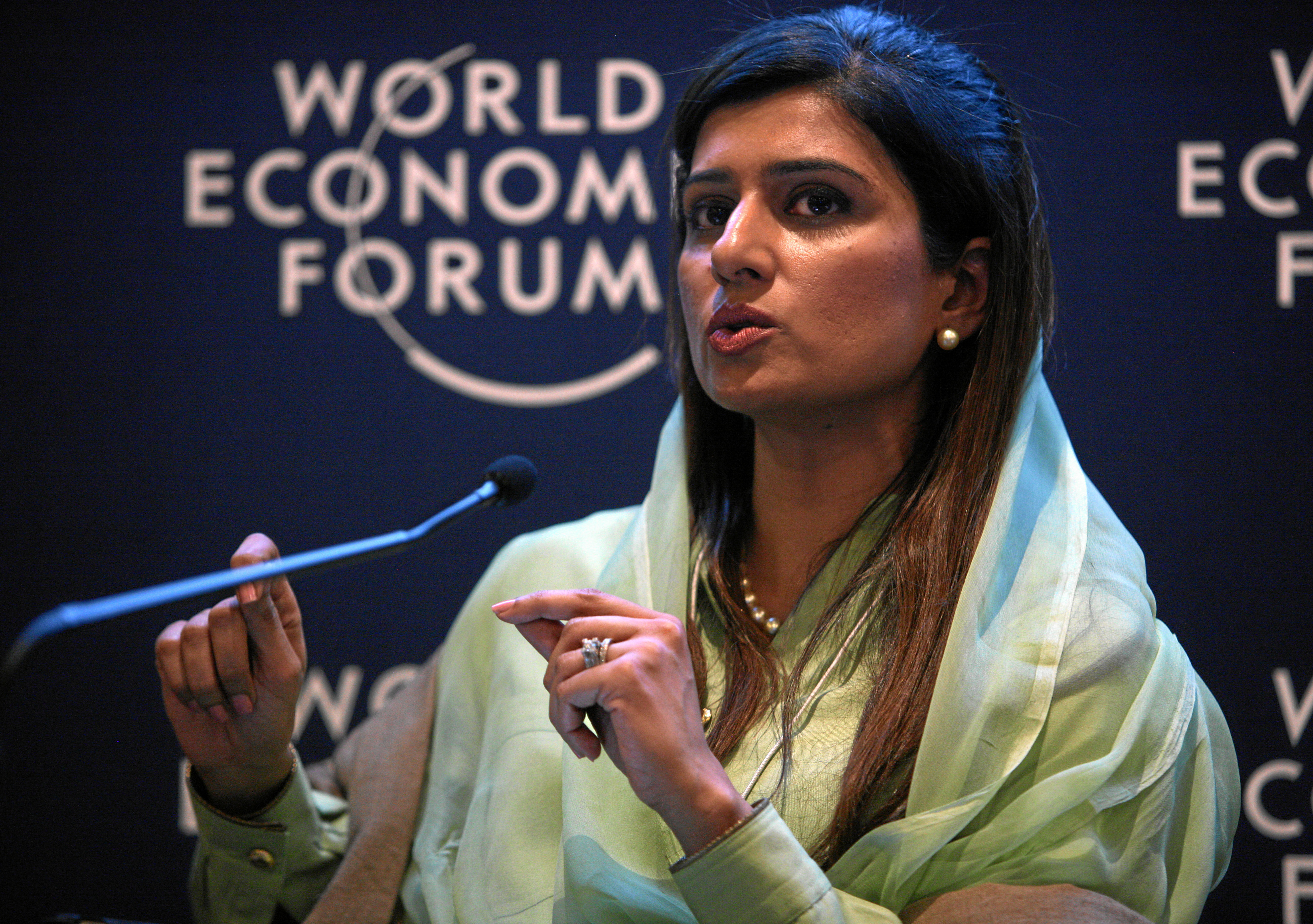